# 拓跋万寿
拓跋 万寿（拓跋萬壽、たくばつ ばんじゅ、生年不詳 - 462年）は、北魏の皇族。楽浪厲王。

## 経歴
拓跋晃の子として生まれた。461年（和平2年）7月、楽浪王に封じられ、征北大将軍の位を加えられて、和龍に駐屯した。貪欲で粗暴な性質のために召還された。462年（和平3年）1月、平城に帰還する道中で死去した。諡は厲王といった。
子の拓跋楽平が楽浪王の位を嗣いだ。

## 伝記資料
- 『魏書』巻19上 列伝第7上
- 『北史』巻17 列伝第5